# M/S Nordlys
M/S Nordlys är ett passagerar- och ro-ro-fartyg ägt av Hurtigruten ASA, och används på Hurtigruten i Norge. Hon är sjösatt 1993, systerfartyg till M/S Kong Harald och är det andra fartyget hos rederiet som bär det namnet.
Namnen byggdes på varvet i Ålborg, Danmark och togs i drift 1951. Fram till 1983 användes hon på Hurtigruten, bytte därefter ägare flera gånger och sjönk den 31 maj 1988 nordväst om Texel.

## Brand ombord
Den 15 september 2011 började det brinna i maskinrummet på färjan och två personer i besättningen omkom. Flera personer, i första hand i besättningen, skadades. Detta skedde nära Ålesund, dit de 207 passagerarna evakuerades, och fartyget bogserades. Fartyget tog in vatten och riskerade kantra och sjunka vid kaj.  Fartyget skadades svårt men kommer att repareras.